# Lygropia flavicaput
Lygropia flavicaput is een vlinder uit de familie van de grasmotten (Crambidae). De wetenschappelijke naam van de soort is voor het eerst gepubliceerd in 1895 door William Warren.
De soort komt voor in India (Meghalaya).